# Павло Александрійський (патріарх)
Павло Александрійський — грецький патріарх Александрійський між 537 і 542 роками.
Павло був обраний патріархом у 537 році, коли Александрійська грецька церква, яка раніше визнавала міафізита Феодосія I, потім вигнала Гаяна. Він був першим халкидонцем, обраним патріархом з 482 року. Він був скинутий Синодом Гази, але пізніше відновлений. Ці вибори стали остаточним розколом між міафізитською і православною гілкою християн, який триває до сьогодні.
За словами Прокопія, коли Юстиніан зробив Павла патріархом, він дав йому владу над префектом Єгипту, Родоном. Першим вчинком Павла як патріарха було доставлення Родоном для катування до смерті міафізітського диякона Псоя, який писав коптською мовою і був проблемою уряду. Народ Александрії у люті повстав, і, щоб заспокоїти їх, Юстиніан відкликав Родона і стратив його в Константинополі за його роль у мученицькій смерті Псоя, незважаючи на те, що він попередньо надіслав тринадцять депеш із наказом Родону підкорятися Павлу. Наступний намісник Єгипту, Ліберій, розіп’яв чоловіка на ім’я Арсеній, який катував Псоя до смерті, помстившись за Псоя.
В. Болотов повідомляє іншу версію: прибувши до Александрії, Павло розпочав боротьбу з монофізітами. Головним об'єктом, проти якого діяв Павло, був головнокомандувач в Александрії Ілля, за якого клопотав диякон Псой. Дізнавшись про співчуття Псоя до Ілії, Павло посадив Псоя у в'язницю і піддав його таким катуванням, що від цих мук Псой помер. Дітей Псоя, щоб приховати свій злочин, патріарх хотів забрати та ізолювати, але вони втекли до Константинополя, де справа набула розголосу. Після цього імператор Юстиніан І вирішив судити Павла.
Суд над Павлом відбувся в Газі, де він був повалений рішенням патріархів Єфрема Антіохійського і Петра Єрусалимського, а також Іпатія Ефесського і Пелагія, представника римського папи Вігілія. Ті ж особи в Газі посвятили в патріаршу гідність палестинського ченця Зоіла, прихильника Халкідонського Собору.